# Communauté de communes Intercom séverine
La communauté de communes Intercom Séverine est un ancien établissement public de coopération intercommunale (EPCI) regroupant les dix-huit communes du canton de Saint-Sever-Calvados dans le département du Calvados, région de Normandie.

## Histoire
La communauté de communes Intercom séverine est créée par un arrêté préfectoral du 29 décembre 2001.
Le 1er janvier 2017, elle fusionne avec la communauté de communes du Pays de Condé et de la Druance pour donner naissance à la communauté de communes Intercom de la Vire au Noireau à laquelle se joignent les communes nouvelles de Souleuvre en Bocage, Valdallière et Vire Normandie.

## Composition
La communauté de communes comprenait les dix-huit communes de l'ancien canton de Saint-Sever-Calvados, intégrées depuis 2015 au canton de Vire :
| Nom                          | Code Insee | Gentilé          | Superficie (km2) | Population (dernière pop. légale) | Densité (hab./km2) |
| ---------------------------- | ---------- | ---------------- | ---------------- | --------------------------------- | ------------------ |
| Saint-Sever-Calvados (siège) | 14658      | Séverins         | 27,92            | 1 236 (2021)                      | 44                 |
| Beaumesnil                   | 14054      | Beaumesnilois    | 4,99             | 212 (2014)                        | 42                 |
| Campagnolles                 | 14127      | Campagnollais    | 10,06            | 498 (2014)                        | 50                 |
| Champ-du-Boult               | 14151      | Chambourins      | 13,85            | 369 (2021)                        | 27                 |
| Courson                      | 14192      | Coursonnais      | 16,70            | 387 (2021)                        | 23                 |
| Fontenermont                 | 14279      | Fontenermontois  | 2,79             | 146 (2021)                        | 52                 |
| Le Gast                      | 14296      | Gatinais         | 12,74            | 166 (2021)                        | 13                 |
| Landelles-et-Coupigny        | 14352      | Landellais       | 24,67            | 887 (2014)                        | 36                 |
| Le Mesnil-Benoist            | 14415      |                  | 2,62             | 49 (2021)                         | 19                 |
| Le Mesnil-Caussois           | 14416      | Causséens        | 4,22             | 114 (2021)                        | 27                 |
| Mesnil-Clinchamps            | 14417      | Clinchampois     | 15,33            | 925 (2021)                        | 60                 |
| Le Mesnil-Robert             | 14424      | Mesnil-Roberiens | 4,08             | 200 (2014)                        | 49                 |
| Pont-Bellanger               | 14511      | Tousloins        | 3,54             | 65 (2014)                         | 18                 |
| Pont-Farcy                   | 50649      | Farcy-Pontains   | 13,45            | 544 (2018)                        | 40                 |
| Saint-Aubin-des-Bois         | 14559      | Saint-Aubinois   | 8,26             | 230 (2014)                        | 28                 |
| Saint-Manvieu-Bocage         | 14611      | Mévéens          | 11,78            | 544 (2021)                        | 46                 |
| Sainte-Marie-Outre-l'Eau     | 14619      |                  | 5,75             | 114 (2014)                        | 20                 |
| Sept-Frères                  | 14671      | Sept-Frèriens    | 9,63             | 359 (2021)                        | 37                 |

## Administration
| Période      | Période       | Identité        | Étiquette | Qualité                        |
| ------------ | ------------- | --------------- | --------- | ------------------------------ |
| janvier 2002 | avril 2008    | Rémy Anfray     | UDF       | Maire de Landelles-et-Coupigny |
| avril 2008   | décembre 2016 | Georges Ravenel | SE        | Maire de Saint-Manvieu-Bocage  |

En décembre 2015, Rémy Anfray, ancien président d'Intercom séverine, est condamné à 13 mois de prison avec sursis et interdiction à vie d'exercer une fonction publique pour concussion et abus de biens sociaux ; il est aussi condamné à verser à l'Intercom séverine près de 10 000 euros. En 2018, il est de plus exclu de l'ordre national du Mérite.